# José Antonio de la Vega Asmitia
José Antonio Pablo De la Vega Asmitia (Villahermosa, Tabasco; 16 de junio de 1963) es un abogado y político mexicano. Ha sido diputado federal, diputado local, secretario en el Gobierno de Tabasco y candidato a gobernador de Tabasco.

## Biografía
Es abogado egresado de la Universidad Juárez Autónoma de Tabasco, realizó estudios de maestría en Derecho Constitucional, Ciencias Políticas y Sistemas Políticos de América Latina, por la Universidad de París II (Pantheon Assaz) y III (Sorbonne Nouvelle)  entre 1988 y 1990. 
Ha ocupado diversos cargos administrativos en la Secretaría de Gobernación entre los que estuvieron director general de Coordinación con Instancias del Sistema Nacional de Seguridad Pública, director de Coordinación Política con entidades federativas y municipios, secretario técnico del subsecretario de Gobierno y Desarrollo Político, y jefe del Departamento de Estudios Políticos Especiales en la Dirección General de Desarrollo Político. En el Infonavit y en el Instituto Federal Electoral fungió como Secretario Particular de los directores generales de esas instituciones. También ha ocupado otros cargos en la estructura del PAN en Tabasco, donde se desempeñó como presidente del PAN en Villahermosa. Ha sido candidato a diputado federal y a gobernador de Tabasco en el año 2000, elección que fraudulentamente fue ganada por Manuel Andrade Díaz pero invalidada por el [[Tribunal Electoral del Poder Judicial de la Federación.
En 2003 fue elegido diputado federal a la LIX Legislatura, en la cual ocupó el cargo de vicecoordinador de Proceso Legislativo y Debate Parlamentario de la bancada del PAN. En 2006 fue candidato a diputado por la misma vía plurinominal al Congreso de Tabasco, pero el Tribunal Electoral de Tabasco resolvió no otorgarle la diputación al considerar que correspondía al PRI; el PAN y De la Vega impugnaron tal hecho ante el Tribunal Electoral del Poder Judicial de la Federación, que les dio la razón, por lo cual fue declarado diputado y asumió para el trienio 2006-2009.
El 15 de octubre de 2010, fue nombrado director general de La Casa de México en París, Francia, por el rector canciller de la Universidad de París, a propuesta del Gobierno de México.
En enero de 2013, el entonces gobernador de Tabasco, Arturo Núñez Jiménez, lo designó como Secretario de Comunicaciones y Transportes del Gobierno de Tabasco. En 2015 se convirtió nuevamente en diputado local y presidió la Junta de Coordinación política de la LXII Legislatura del Congreso del Estado de Tabasco.
Desde el 1 de enero del 2019, formó parte del gabinete de Adán Augusto López Hernández, Gobernador del Estado de Tabasco, como Secretario para el Desarrollo Energético, y a partir del 1 de noviembre de 2020 fue designado como Secretario de Gobierno. 
En agosto de 2021, asumió el cargo de Jefe de Oficina de la Secretaría de Gobernación por designación del Secretario, Adán Augusto López Hernández.